# Schefflera euthytricha
Espèce
Statut de conservation UICN

 EN B1ab(iii)+2ab(iii); D : En danger
Schefflera euthytricha est une espèce de plantes à fleurs de la famille des Araliaceae et du genre Schefflera endémique des Fidji.

## Répartition et habitat
Cette espèce n'est présente que sur les îles de Viti Levu et Vanua Levu aux Fidji. Elle pousse dans les plaines inondables et les zones ripariennes entre 50 et 200 m d'altitude.